# 孛儿只斤氏
孛兒只斤氏，清朝譯為博爾濟吉特氏（穆麟德轉寫：Borjigit，大词典轉寫：Borzhigit）或博尔济锦氏。稱“特”者，為其複數形式，表示人數多的意思。
孛端察兒的後裔為孛兒只斤氏，後也速該恢復使用此氏族名。

## 蒙古帝國和元代
成吉思汗統一蒙古後規定，只有本家的嫡系後裔才有繼承蒙古大汗及留在蒙古本部的資格，因其尊贵地位，孛儿只斤氏被後世稱作「黃金家族」或「黃金氏族」。而該姓氏於科爾沁一脈則是源於成吉思汗的弟弟哈布圖哈薩爾，元代时也被称为“东道诸王”。元朝灭亡後，除了绰罗斯氏统领的四卫拉特一度占上风外，蒙古各部大多仍由黄金家族的博尔济吉特氏统治（衛拉特蒙古的和碩特亦是如此）。

## 清代
博爾濟吉特氏存在於蒙古貴族和八旗蒙古之中，为清代蒙古王公的主体。主要包括成吉思汗或其弟哈布圖哈薩爾的後代。
因滿蒙聯姻，博爾濟吉特氏在清宮內聲名顯赫，清朝後宮中有許多后妃出自此姓氏。来自科尔沁部的人数最多，尤其是在清朝初年的崇德五宮。
下表列出所有姓博爾濟吉特氏的后妃：
- 清太祖：壽康太妃、侧妃博尔济吉特氏
- 清太宗：孝端文皇后、孝莊文皇后、敏惠恭和元妃、懿靖大貴妃（出于阿巴噶部）、康惠淑妃、东宫福晋（出于扎鲁特部）
- 清世祖：世祖廢后、孝惠章皇后、淑惠妃、恭靖妃（出于浩齐特部）、端順妃（出于阿霸亥部）、悼妃
- 清圣祖：慧妃、宣妃、博尔济吉特氏格格（出于扎鲁特部）
- 清高宗：豫妃
- 清宣宗：孝静成皇后

## 现代
1920年代蒙古人民革命後，外蒙古的蒙古王公制度被廢除，大多數諾顏及其後裔也在大鎮壓中被迫害致死。後來蒙古人民共和國為改进税收（当时姓可以被用来判断一个人往日地位的高低），遂下令取消姓氏。而蒙古族傳統上僅稱呼其名字（見蒙古族人名），並不冠以姓氏，導致重名的人太多（在其本名前加父名區分）。儘管1997年蒙古国政府通过法律要求国民重冠姓氏，但是此法规的影响并不大。至2004年蒙古国政府強制國民身份證上冠姓，但又衍生許多國民以「博爾濟吉特」為姓氏的問題。至2004年10月，约有90%的公民为自己冠姓，但是姓大多數只在正式场合使用，一些人還是不记得自己的姓。